# Kota Sanada
Kota Sanada (japanisch 真田 幸太 Sanada Kota; * 21. April 1999 in Atsugi, Präfektur Kanagawa) ist ein japanischer Fußballspieler.

## Karriere
Kota Sanada erlernte das Fußballspielen in den Jugendmannschaften vom Harimao SC und Shonan Bellmare. Bei Shonan unterschrieb er im Februar 2018 seinen ersten Vertrag. Der Verein aus Hiratsuka spielte in der ersten Liga, der J1 League. Die Saison 2020 wurde er an den Viertligisten Nara Club ausgeliehen. Hier kam er jedoch nicht zum Einsatz. Die Saison 2021 spielte er auf Leihbasis beim Fünftligisten Ococias Kyoto AC. Für den Verein aus Kyōto bestritt er 18 Spiele in der Kansai Soccer League (Div.1). 2022 wurde er von dem Viertligisten Tokyo Musashino United ausgeliehen. Nach 30 Ligaspielen wechselte er die Saison 2023 auf Leihbasis zum ebenfalls in der vierten Liga spielenden Veertien Mie. Hier bestritt er ein Ligaspiel. Im Januar 2024 kehrte er zu Shonan Bellmare zurück. Sein Erstligadebüt gab Kota Sanada am 28. Juni 2025 (22. Spieltag) im Heimspiel gegen die Yokohama F. Marinos. Bei dem 1:1-Unentschieden stand er in der Startelf und spielte die kompletten 90 Minuten.